# Championnat de la Côte d'Azur de football (USFSA)
 (mars 2021).
Le championnat de la Côte d'Azur de football est une compétition française de football, disputée annuellement entre 1905 et 1914 puis en 1919 et organisée par le Comité de la Côte d'Azur de l'Union des sociétés françaises de sports athlétiques (USFSA).
Le Comité de la Côte d'Azur regroupait essentiellement les clubs des Alpes-Maritimes et de la partie orientale du département du Var.
Le vainqueur de cette compétition régionale était qualifié pour le championnat de France.

## Palmarès
| Année | Champion                       | Parcours en championnat de France |                                 | Champion 2e Série |
| ----- | ------------------------------ | --------------------------------- | ------------------------------- | ----------------- |
| 1905  | Football Vélo Club de Nice     | Premier tour préliminaire         | Union sportive du Lycée de Nice |                   |
| 1906  | ?                              | non participant (forfait)         | Sporting Club dracénois         |                   |
| 1907  | Sporting Club dracénois        | Premier tour préliminaire         | Étoile sportive d'Antibes       |                   |
| 1908  | Stade raphaëlois               | Deuxième tour préliminaire        |                                 |                   |
| 1909  | Stade raphaëlois               | 8e de finale                      |                                 |                   |
| 1910  | Association sportive de Cannes | 8e de finale                      |                                 |                   |
| 1911  | Stade raphaëlois               | 8e de finale                      |                                 |                   |
| 1912  | Stade raphaëlois               | Champion                          |                                 |                   |
| 1913  | Stade raphaëlois               | Quart de finale                   | Union sportive d'Antibes        |                   |
| 1914  | Stade raphaëlois               | Demi-finale                       |                                 |                   |
| 1919  | Herculis de Monaco             | Tour préliminaire                 |                                 |                   |

## Détails par saison

### Saison 1904-1905
1re Série
| Rang | Équipe                          | Pts | J | G | N | P | Bp | Bc | GA |  | Résultats (▼ dom., ► ext.) | FVCN | CSC | ASC | ESA | USLN |
| ---- | ------------------------------- | --- | - | - | - | - | -- | -- | -- |  | -------------------------- | ---- | --- | --- | --- | ---- |
| 1    | Football Vélo Club de Nice      | 8   | 4 | 4 |   | 0 | 9  | 0  | +9 |  | FVC Nice                   |      | 4-0 | 5-0 | For | For  |
| 2    | Club sportif de Cannes          | 6   | 4 | 3 |   | 1 | 0  | 5  | -5 |  | CS Cannes                  |      |     | -   | For | For  |
| 3    | Association sportive de Cannes  | 2   | 4 | 1 |   | 3 | 0  | 4  | -4 |  | AS Cannes                  |      |     |     | For | For  |
|      | Étoile sportive d'Antibes       | 0   | 4 | 0 |   | 4 |    |    |    |  | ES Antibes                 |      |     |     |     | -    |
|      | Union sportive du Lycée de Nice | 0   | 4 | 0 |   | 4 |    |    |    |  | USL Nice                   |      |     |     |     |      |

| Match de poule | AS Cannes                            | 0 – 4 | FVC Nice |  |
| 8 janvier 1905 |                                      |       |          |  |
|                | (L'Eclaireur de Nice 9 janvier 1905) |       |          |  |

| Match de poule | CS Cannes                            | – f | ES Antibes |  |
| 8 janvier 1905 |                                      |     |            |  |
|                | (L'Eclaireur de Nice 9 janvier 1905) |     |            |  |

| Match de poule  | CS Cannes                | 0 – 4 | FVC Nice |  |
| 15 janvier 1905 |                          |       |          |  |
|                 | (L'Auto 16 janvier 1905) |       |          |  |

| Match de poule  | AS Cannes                | – f | ES Antibes |  |
| 22 janvier 1906 |                          |     |            |  |
|                 | (L'Auto 23 janvier 1905) |     |            |  |

| Demi-finale     | CS Cannes                | 1 – 5 (annulé) | FVC Nice |  |
| 12 février 1906 |                          |                |          |  |
|                 | (L'Auto 13 février 1905) |                |          |  |

| Demi-finale     | FVC Nice                              | 5 – 1 | CS Cannes |  |
| 19 février 1906 |                                       |       |           |  |
|                 | (L'Eclaireur de Nice 20 février 1905) |       |           |  |

| Finale          | FVC Nice                 | 7 – 0 | CS Cannes |  |
| 19 février 1906 |                          |       |           |  |
|                 | (L'Auto 20 février 1905) |       |           |  |

Engagé initialement en 1re Série, le ES Antibes et l'USL Nice déclarent forfait.
La dénomination Demi-finale/Finale correspond à la rencontre aller/retour permettant de déclarer le Champion de la Côte d'Azur. Le FVC Nice et le CS Cannes ayant terminé premier et deuxième de la phase de poule s'affrontent. Néanmoins le résultat de la demi-finale du 12 février est annulé par le Comité de la Côte d'Azur. Le 19 février sont joués les deux matchs successivement, dans des matchs de 50 minutes, sur le terrain du FVC.
Le 19 mars 1905, le FVC Nice reçoit l'Olympique Étoile Bleue de Marseille lors du premier tour préliminaire du championnat de France. Le club phocéen s'impose 3-5 (après prolongation).
2e Série
| Rang | Équipe                           | Pts | J | G | N | P | Bp | Bc | GA  |  | Résultats (▼ dom., ► ext.) | USLN | ASC | ESA | FVCN | RCN |
| ---- | -------------------------------- | --- | - | - | - | - | -- | -- | --- |  | -------------------------- | ---- | --- | --- | ---- | --- |
| 1    | Union sportive du Lycée de Nice  | 6   | 4 | 4 |   | 0 | 9  | 1  | +8  |  | USL Nice                   |      | 1-0 | 2-1 | 2-0  | 4-0 |
| 2    | Association sportive de Cannes B | 4   | 4 | 3 |   | 1 | 6  | 2  | +4  |  | AS Cannes B                |      |     | 1-0 | 3-1  | 2-0 |
| 3    | Étoile sportive d'Antibes        | 4   | 4 | 2 |   | 2 | 11 | 3  | +8  |  | ES Antibes                 |      |     |     | 6-0  | 4-0 |
| 4    | Football Vélo Club de Nice B     | 2   | 4 | 1 |   | 3 | 5  | 12 | -7  |  | FVC Nice B                 |      |     |     |      | 4-1 |
| 5    | Racing Club de Nice              | 0   | 4 | 0 |   | 4 | 1  | 14 | -13 |  | RC Nice                    |      |     |     |      |     |

| Match de poule | ES Antibes                           | 4 – 0 | RC Nice |  |
| 8 janvier 1905 |                                      |       |         |  |
|                | (L'Eclaireur de Nice 9 janvier 1905) |       |         |  |

| Match de poule | AS Cannes B                          | 3 – 1 | FVC Nice B |  |
| 8 janvier 1905 |                                      |       |            |  |
|                | (L'Eclaireur de Nice 9 janvier 1905) |       |            |  |

| Match de poule  | FVC Nice B                            | 4 – 1 | RC Nice |  |
| 15 janvier 1906 |                                       |       |         |  |
|                 | (L'Eclaireur de Nice 16 janvier 1905) |       |         |  |

| Match de poule  | ES Antibes                            | 0 – 1 | USL Nice |  |
| 15 janvier 1906 |                                       |       |          |  |
|                 | (L'Eclaireur de Nice 16 janvier 1905) |       |          |  |

| Match de poule  | AS Cannes B              | 2 – 1 (annulé) | ES Antibes |  |
| 22 janvier 1906 |                          |                |            |  |
|                 | (L'Auto 23 janvier 1905) |                |            |  |

| Match de poule  | RC Nice                               | 0 – 4 | USL Nice |  |
| 22 janvier 1906 |                                       |       |          |  |
|                 | (L'Eclaireur de Nice 23 janvier 1905) |       |          |  |

| Match de poule  | RC Nice                  | 2 – 0 | AS Cannes B |  |
| 29 janvier 1906 |                          |       |             |  |
|                 | (L'Auto 30 janvier 1905) |       |             |  |

| Match de poule  | FVC Nice B               | 0 – 2 | USL Nice |  |
| 29 janvier 1906 |                          |       |          |  |
|                 | (L'Auto 30 janvier 1905) |       |          |  |

| Match de poule | USL Nice                              | 2 – 1 | AS Cannes B |  |
| 5 février 1906 |                                       |       |             |  |
|                | (L'Eclaireur de Nice 19 février 1905) |       |             |  |

| Match de poule | ES Antibes                           | 6 – 0 | FVC Nice B |  |
| 5 février 1906 |                                      |       |            |  |
|                | (L'Eclaireur de Nice 6 février 1905) |       |            |  |

| Match rejoué    | AS Cannes B              | 1 – 0 | ES Antibes |  |
| 12 février 1906 |                          |       |            |  |
|                 | (L'Auto 13 février 1905) |       |            |  |

| Poule finale    | AS Cannes B              | 4 – 0 | USL Nice |  |
| 19 février 1906 |                          |       |          |  |
|                 | (L'Auto 20 février 1905) |       |          |  |

### Saison 1905-1906
1re Série
| Rang | Équipe                          | Pts | J | G | N | P | Bp | Bc | GA |  | Résultats (▼ dom., ► ext.) | FVCN | NS  | ESA | USLN | ASC |
| ---- | ------------------------------- | --- | - | - | - | - | -- | -- | -- |  | -------------------------- | ---- | --- | --- | ---- | --- |
|      | Football Vélo Club de Nice      |     | 8 | 5 | 0 | 0 |    |    |    |  | FVC Nice                   |      | -   | -   | V-   | 5-2 |
|      | Nice-Sports                     |     | 8 | 2 | 0 | 2 |    |    |    |  | Nice-Sports                | -    |     | -   | -    | V-  |
|      | Étoile sportive d'Antibes       |     | 8 | 2 | 0 | 3 |    |    |    |  | ES Antibes                 | 1-2  | 6-0 |     | 0-1  | V-  |
|      | Union sportive du Lycée de Nice |     | 8 | 1 | 0 | 2 |    |    |    |  | USL Nice                   | -    | 2-7 | -   |      | -   |
|      | Association sportive de Cannes  |     | 8 | 1 | 0 | 4 |    |    |    |  | AS Cannes                  | -V   | V-  | -   | -    |     |

| - Qualifié pour la finale |

| Match aller      | ES Antibes | 0 – 1 | USL Nice |  |
| 17 décembre 1905 |            |       |          |  |

| Match aller      | FVC Nice | 5 – 2 | AS Cannes |  |
| 17 décembre 1905 |          |       |           |  |

| Match aller      | ES Antibes                             | 6 – 0 | Nice Sports |  |
| 24 décembre 1905 |                                        |       |             |  |
|                  | (L'Eclaireur de Nice 25 décembre 1905) |       |             |  |

| Match aller    | ES Antibes              | 1 – 2 | FVC Nice |  |
| 7 janvier 1906 |                         |       |          |  |
|                | (L'Auto 8 janvier 1906) |       |          |  |

| Match retour    | USL Nice | 2 – 7 | Nice Sports |  |
| 28 janvier 1906 |          |       |             |  |

| Match retour    | AS Cannes                | f – | FVC Nice |  |
| 28 janvier 1906 |                          |     |          |  |
|                 | (L'Auto 29 janvier 1906) |     |          |  |

| Match retour   | Nice Sports             | – f | ES Antibes |  |
| 4 février 1906 |                         |     |            |  |
|                | (L'Auto 5 février 1906) |     |            |  |

| Match retour   | AS Cannes                            | 1 – 3 | FVC Nice |  |
| 4 février 1906 |                                      |       |          |  |
|                | (L'Eclaireur de Nice 5 février 1906) |       |          |  |

| Match retour    | ES Antibes | – f | AS Cannes |  |
| 11 février 1906 |            |     |           |  |

| Match retour | FVC Nice             | – f | USL Nice |  |
| 4 mars 1906  |                      |     |          |  |
|              | (L'Auto 5 mars 1906) |     |          |  |

| Match retour | AS Cannes            | – f | Nice Sports |  |
| 4 mars 1906  |                      |     |             |  |
|              | (L'Auto 5 mars 1906) |     |             |  |

Le 11 mars 1906 le champion de la Côte d'Azur doit affronter l'Olympique de Marseille (champion du Littoral) lors du premier tour préliminaire du championnart de France. Néanmoins le club azuréen déclare forfait.
2e Série
Equipes engagées : FVC Nice, Nice Sports, USL Nice, ES Antibes, AS Cannes (B et C), AS Villefranche, SC Draguignan. Chaque équipe affronte une seule fois chacune des autres équipes engagées.
| - 7 janvier : - FVC Nice B 0-3 AS Cannes B - Nice Sports B 0-6 AS Cannes C - USL Nice B 11-0 AS Villefranche - 14 janvier : - USL Nice B 2-2 AS Cannes B - FVC Nice B 0-3 SC Draguignan - ES Antibes -f Nice Sports - 21 janvier : - Nice Sports 0-6 AS Cannes C - SC Draguignan -f USL Nice | - 28 janvier : - SC Draguignan -f Nice Sports - USL Nice 3-3 AS Cannes C - 4 février : - FVC Nice f- Nice Sports - SC Draguignan 4-0 AS Cannes C - 11 février : - SC Draguignan -f AS Cannes B - ES Antibes -f AS Cannes C - 4 mars : - USL Nice B f-f Nice Sports - SC Draguignan -f AS Villefranche - AS Cannes B 2-1 AS Cannes C |

### Saison 1906-1907
1re Série
| Rang | Équipe                         | Pts | J | G | N | P | Bp | Bc | Diff |
| ---- | ------------------------------ | --- | - | - | - | - | -- | -- | ---- |
| 1    | Football Vélo Club de Nice     | 2   | 1 | 1 |   | 0 |    |    |      |
| 2    | Sporting club dracénois        | 2   | 1 | 1 |   | 0 |    |    |      |
| 3    | Association sportive de Cannes | 0   | 1 | 0 |   | 1 |    |    |      |
| 4    | Stade raphaëlois               | 0   | 1 | 0 |   | 1 |    |    |      |

| Match amical    | SC dracénois                          | 5 – 1 | FVC Nice |  |
| 2 décembre 1906 |                                       |       |          |  |
|                 | (L'Eclaireur de Nice 3 décembre 1906) |       |          |  |

| Match aller     | SC dracénois                           | 2 – 1 | Stade raphaëlois |  |
| 9 décembre 1906 |                                        |       |                  |  |
|                 | (L'Eclaireur de Nice 10 décembre 1906) |       |                  |  |

| Match aller     | FVC Nice                              | V – D | AS Cannes |  |
| 9 décembre 1906 |                                       |       |           |  |
|                 | (L'Eclaireur de Nice 9 décembre 1906) |       |           |  |

| Match retour     | AS Cannes                              | 0 – 4 | FVC Nice |  |
| 23 décembre 1906 |                                        |       |          |  |
|                  | (L'Eclaireur de Nice 24 décembre 1906) |       |          |  |

| Finale - manche 1 | SC dracénois             | – f | FVC Nice |  |
| 13 janvier 1907   |                          |     |          |  |
|                   | (L'Auto 14 janvier 1907) |     |          |  |

| Finale - manche 2 | FVC Nice                 | 0 – 0 | SC dracénois |  |
| 27 janvier 1907   |                          |       |              |  |
|                   | (L'Auto 28 janvier 1907) |       |              |  |

2e Série (Coupe Julian)
| Rang | Équipe                           | Pts | J | G | N | P | Bp | Bc | Diff |
| ---- | -------------------------------- | --- | - | - | - | - | -- | -- | ---- |
|      | Union sportive du Lycée de Nice  | 2   | 1 | 1 |   | 0 |    |    |      |
|      | Nice-Sports                      | 0   | 1 | 0 |   | 1 |    |    |      |
|      | Football Vélo Club de Nice B     | 2   | 1 | 1 |   | 0 |    |    |      |
|      | Étoile sportive d'Antibes        | 2   | 1 | 1 |   | 0 |    |    |      |
|      | Association sportive de Cannes B | 0   | 1 | 0 |   | 1 |    |    |      |
|      | Club sportif pugetois            | 2   | 1 | 1 |   | 0 |    |    |      |
|      | Étoile sportive fréjusienne      | 0   | 1 | 0 |   | 1 |    |    |      |
|      | Sporting club dracénois B        | 2   | 1 | 1 |   | 0 |    |    |      |

| Match aller     | ES fréjusienne                        | 1 – 0 | Sporting club dracénois B |  |
| 2 décembre 1906 |                                       |       |                           |  |
|                 | (L'Eclaireur de Nice 3 décembre 1906) |       |                           |  |

| Match aller      | ES Antibes                | 5 – 0 | AS Cannes B |  |
| 16 décembre 1906 |                           |       |             |  |
|                  | (L'Auto 17 décembre 1906) |       |             |  |

| Match aller      | Sporting club dracénois   | 5 – 0 | ES fréjusienne |  |
| 16 décembre 1906 |                           |       |                |  |
|                  | (L'Auto 17 décembre 1906) |       |                |  |

| Match aller      | Sporting club dracénois                | 2 – 1 | CS pugetois |  |
| 23 décembre 1906 |                                        |       |             |  |
|                  | (L'Eclaireur de Nice 24 décembre 1906) |       |             |  |

| Demi finale    | ES Antibes              | 5 – 1 | AS Cannes |  |
| 6 janvier 1907 |                         |       |           |  |
|                | (L'Auto 7 janvier 1907) |       |           |  |

| Demi finale     | ES Antibes                            | 8 – 0 | USL Nice |  |
| 27 janvier 1907 |                                       |       |          |  |
|                 | (L'Eclaireur de Nice 28 janvier 1907) |       |          |  |

3e Série (Coupe Omnia)
| Rang | Équipe                                     | Pts | J | G | N | P | Bp | Bc | Diff |
| ---- | ------------------------------------------ | --- | - | - | - | - | -- | -- | ---- |
|      | Société sportive et athlétique de Monaco   | 0   | 2 | 0 |   | 2 |    |    |      |
|      | Société sportive et athlétique de Monaco B | 0   | 2 | 0 |   | 2 |    |    |      |
|      | Étoile sportive d'Antibes B                | 4   | 2 | 2 |   | 0 |    |    |      |
|      | AS Villefranche                            | 4   | 2 | 2 |   | 0 |    |    |      |
|      | Association sportive de Cannes D           | 2   | 2 | 1 |   | 1 |    |    |      |
|      | Association sportive de Cannes C           | 2   | 1 | 1 |   | 0 |    |    |      |
|      | Union sportive du Lycée de Nice B          | 2   | 2 | 1 |   | 1 |    |    |      |
|      | Nice-Sports B                              | 0   | 1 | 1 |   | 0 |    |    |      |

| Match aller      | ES Antibes                | 6 – 3 | AS Cannes C |  |
| 16 décembre 1906 |                           |       |             |  |
|                  | (L'Auto 17 décembre 1906) |       |             |  |

| Finale          | AS Villefranche                       | 0 – 2 | USL Nice B |  |
| 27 janvier 1907 |                                       |       |            |  |
|                 | (L'Eclaireur de Nice 28 janvier 1907) |       |            |  |

### Saison 1910-1911
1re Série
| Rang | Équipe                         | Pts | J | G | N | P | Bp | Bc | Diff |
| ---- | ------------------------------ | --- | - | - | - | - | -- | -- | ---- |
| 1    | Stade raphaëlois               |     |   | 3 | 1 | 1 |    |    |      |
|      | Association sportive de Cannes |     | 6 | 2 | 3 | 1 |    |    |      |
|      | Sporting club cogolinois       |     |   | 1 | 2 | 1 |    |    |      |
|      | Football Vélo Club de Nice     |     |   | 0 | 2 | 3 |    |    |      |

| Match aller - J1 | FVC Nice                              | 1 – 1 | AS Cannes |  |
| 6 novembre 1910  |                                       |       |           |  |
|                  | (L'Eclaireur de Nice 7 novembre 1911) |       |           |  |

| Match aller - J1 | SC Cogolin                            | – | Stade raphaëlois |  |
| 6 novembre 1910  |                                       |   |                  |  |
|                  | (L'Eclaireur de Nice 6 novembre 1911) |   |                  |  |

| Match aller - J2 | Stade raphaëlois                       | 4 – 3 | AS Cannes |  |
| 13 novembre 1910 |                                        |       |           |  |
|                  | (L'Eclaireur de Nice 14 novembre 1911) |       |           |  |

| Match aller - J2 | FVC Nice                               | 2 – 4 | SC Cogolin |  |
| 13 novembre 1910 |                                        |       |            |  |
|                  | (L'Eclaireur de Nice 14 novembre 1911) |       |            |  |

| Match aller - J3 | FVC Nice                               | 2 – 2 | Stade raphaëlois |  |
| 20 novembre 1910 |                                        |       |                  |  |
|                  | (L'Eclaireur de Nice 21 novembre 1911) |       |                  |  |

| Match aller - J3 | AS Cannes                              | 4 – 4 | SC Cogolin |  |
| 20 novembre 1910 |                                        |       |            |  |
|                  | (L'Eclaireur de Nice 21 novembre 1911) |       |            |  |

| Match retour - J4 | AS Cannes                              | 7 – 1 | FVC Nice |  |
| 27 novembre 1910  |                                        |       |          |  |
|                   | (L'Eclaireur de Nice 28 novembre 1911) |       |          |  |

| Match retour - J4 | Stade raphaëlois                       | 2 – 0 | SC Cogolin |  |
| 27 novembre 1910  |                                        |       |            |  |
|                   | (L'Eclaireur de Nice 28 novembre 1911) |       |            |  |

| Match retour - J5 | AS Cannes                              | 4 – 2 | Stade raphaëlois |  |
| 11 décembre 1910  |                                        |       |                  |  |
|                   | (L'Eclaireur de Nice 12 novembre 1911) |       |                  |  |

| Match retour - J6 | Stade raphaëlois                       | 8 – 1 | FVC Nice |  |
| 19 décembre 1910  |                                        |       |          |  |
|                   | (L'Eclaireur de Nice 20 novembre 1911) |       |          |  |

| Match retour - J6 | SC Cogolin                             | 2 – 2 | AS Cannes |  |
| 19 décembre 1910  |                                        |       |           |  |
|                   | (L'Eclaireur de Nice 20 novembre 1911) |       |           |  |

| Match retour - J5 | SC Cogolin                             | – | FVC Nice |  |  |
|                   |                                        |   |          |  |  |
|                   | (L'Eclaireur de Nice 13 novembre 1911) |   |          |  |  |

### Saison 1911-1912
1re Série
| Rang | Équipe                         | Pts | J | G | N | P | Bp | Bc | Diff |
| ---- | ------------------------------ | --- | - | - | - | - | -- | -- | ---- |
| 1    | Stade raphaëlois               |     | 6 | 6 |   | 0 |    |    |      |
|      | Association sportive de Cannes |     | 7 | 5 |   | 2 |    |    |      |
|      | Football Vélo Club de Nice     |     | 9 | 5 |   | 4 |    |    |      |
|      | Herculis de Monaco             |     | 5 | 1 |   | 4 |    |    |      |
|      | Sporting club cogolinois       |     | 6 | 1 |   | 5 |    |    |      |
|      | Étoile sportive d'Antibes      |     | 3 | 0 |   | 3 |    |    |      |

| Match aller      | FVC Nice                               | 3 – 1 | Herculis |  |
| 12 novembre 1911 |                                        |       |          |  |
|                  | (L'Eclaireur de Nice 13 novembre 1911) |       |          |  |

| Match aller      | Herculis                               | 1 – 11 | Stade raphaëlois |  |
| 12 novembre 1911 |                                        |        |                  |  |
|                  | (L'Eclaireur de Nice 13 novembre 1911) |        |                  |  |

| Match aller      | FVC Nice                               | 2 – 1 | SC Cogolin |  |
| 28 novembre 1911 |                                        |       |            |  |
|                  | (L'Eclaireur de Nice 29 novembre 1911) |       |            |  |

| Match aller      | Stade raphaëlois                       | 4 – 2 | AS Cannes |  |
| 28 novembre 1911 |                                        |       |           |  |
|                  | (L'Eclaireur de Nice 29 novembre 1911) |       |           |  |

| Match aller      | ES Antibes                             | 0 – 2 | FVC Nice |  |
| 28 novembre 1911 |                                        |       |          |  |
|                  | (L'Eclaireur de Nice 29 novembre 1911) |       |          |  |

| Match aller     | FVC Nice                              | 2 – 1 | SC Cogolin |  |
| 3 décembre 1911 |                                       |       |            |  |
|                 | (L'Eclaireur de Nice 4 décembre 1911) |       |            |  |

| Match aller      | Stade raphaëlois                       | 9 – 1 | SC Cogolin |  |
| 10 décembre 1911 |                                        |       |            |  |
|                  | (L'Eclaireur de Nice 11 décembre 1911) |       |            |  |

| Match aller      | AS Cannes                              | 9 – 1 | FVC Nice |  |
| 10 décembre 1911 |                                        |       |          |  |
|                  | (L'Eclaireur de Nice 11 décembre 1911) |       |          |  |

| Match aller      | Herculis                              | 1 – 2 | AS Cannes |  |
| 17 décembre 1911 |                                       |       |           |  |
|                  | (L'Eclaireur de Nice 18 décembre 1911 |       |           |  |

| Match rejoué   | AS Cannes                            | 2 – 0 | ES Antibes |  |
| 7 janvier 1912 |                                      |       |            |  |
|                | (L'Eclaireur de Nice 8 janvier 1912) |       |            |  |

| Match retour   | Stade raphaëlois                     | – f | Herculis |  |
| 7 janvier 1912 |                                      |     |          |  |
|                | (L'Eclaireur de Nice 8 janvier 1912) |     |          |  |

| Match retour   | SC Cogolin                           | – f | FVC Nice |  |
| 7 janvier 1912 |                                      |     |          |  |
|                | (L'Eclaireur de Nice 8 janvier 1912) |     |          |  |

| Match retour    | AS Cannes                             | 2 – 1 | SC Cogolin |  |
| 14 janvier 1912 |                                       |       |            |  |
|                 | (L'Eclaireur de Nice 15 janvier 1912) |       |            |  |

| Match retour    | AS Cannes                             | 6 – 0 | FVC Nice |  |
| 21 janvier 1912 |                                       |       |          |  |
|                 | (L'Eclaireur de Nice 22 janvier 1912) |       |          |  |

| Match retour    | AS Cannes                             | 1 – 2 | Stade raphaëlois |  |
| 28 janvier 1912 |                                       |       |                  |  |
|                 | (L'Eclaireur de Nice 29 janvier 1912) |       |                  |  |

| Match retour    | Herculis                              | – f | SC Cogolin |  |
| 28 janvier 1912 |                                       |     |            |  |
|                 | (L'Eclaireur de Nice 29 janvier 1912) |     |            |  |

| Match retour    | FVC Nice                              | – f | ES Antibes |  |
| 28 janvier 1912 |                                       |     |            |  |
|                 | (L'Eclaireur de Nice 29 janvier 1912) |     |            |  |

| Match retour   | Stade raphaëlois                     | – f | FVC Nice |  |
| 4 février 1912 |                                      |     |          |  |
|                | (L'Eclaireur de Nice 5 février 1912) |     |          |  |

Championnat des équipes secondes de 1re Série
| - 19 novembre (match aller) : - ES Antibes B - AS Cannes B - 26 novembre (match aller) : - FVC Nice B 4-2 ES Antibes B - AS Cannes B 1-3 Stade raphaëlois B - 10 décembre (match aller) : - Stade raphaëlois B 9-0 ES Antibes B - 17 décembre (match aller) : - FVC Nice 2-2 Stade raphaëlois B | - 7 janvier (match retour) : - AS Cannes B 2-1 ES Antibes B - Stade raphaëlois B 5-0 FVC Nice - 21 janvier (match retour) : - AS Cannes B 6-1 FVC Nice B - 28 janvier (match retour) : - Stade raphaëlois B 6-2 AS Cannes B - ES Antibes B 0-1 FVC Nice - 4 février (match rejoué) : - Stade raphaëlois B V-D ES Antibes B - FVC Nice B 3-0 AS Cannes B |

2e Série
| - 26 novembre : - Esperance Nice -f 27e chasseurs de Menton - FC Cannes 0-2 Avenir sportif Nice - 3 décembre : - AS Nice 3-0 GC Nice - 17 décembre : - 27e chasseurs 3-0 GC Nice - AS Cannes B 2-2 FC Cannes | - 7 janvier : - AS Nice 2-3 FC Cannes - 27e chasseurs 3-0 Esperance Nice - 14 janvier : - AS Nice 5-0 GC Nice - 21 janvier : - GC Nice -f FC Cannes - 25 février - GC Nice 0-6 27e chasseurs |

3e Série
| - 17 décembre : - Sporting club Antibes 0-1 27e chasseurs alpins B - AS Cannes C 5-2 FC Cannes B - 7 janvier : - SC Antibes -f Grp Amical Beausoleil - US Villefranche - f GC grasse - 27e chasseurs B 2-0 GA Beausoleil | - 14 janvier - Saint-Jean AC 5-1 27e chasseurs B - 28 janvier : - SC Anitbes 1-1 Saint-Jean AC - Étoile bleue grasse 0-3 US Villefranche |

### Saison 1912-1913
1re Série
Pour cette saison, huit équipes sont engagées. Une victoire rapporte 3 points, un nul 2 points. Une défaite ou un forfait se traduit par 1 point.
Le 1er décembre, il est annoncé que seuls les quatre premiers club de la phase aller s'affronteront dans la phase finale.
| Rang | Équipe                              | Pts | J | G | N | P | Bp | Bc | GA |  | Résultats (▼ dom., ► ext.) | SR | ASC | FCC | ESA | IFCN | FCLN |
| ---- | ----------------------------------- | --- | - | - | - | - | -- | -- | -- |  | -------------------------- | -- | --- | --- | --- | ---- | ---- |
| 1    | Stade raphaëlois                    |     |   |   |   |   |    |    |    |  | Stade raphaëlois           |    | -   | -   | -   | -    | -    |
| 2    | Association sportive de Cannes      |     |   |   |   |   |    |    |    |  | AS Cannes                  | -  |     | -   | -   | -    | -    |
| 3    | Football Club de Cannes             |     |   |   |   |   |    |    |    |  | FC Cannes                  | -  | -   |     | -   | -    | -    |
| 4    | Étoile sportive d'Antibes           |     |   |   |   |   |    |    |    |  | ES Antibes                 | -  | -   | -   |     | -    | -    |
|      | International Football Club de Nice |     |   |   |   |   |    |    |    |  | IFC Nice                   | -  | -   | -   | -   |      | -    |
|      | Football Club Libertas de Nice      |     |   |   |   |   |    |    |    |  | FCL Nice                   | -  | -   | -   | -   | -    |      |

| Match aller      | IFC Nice                               | 0 – 2 | Stade raphaëlois |  |
| 15 décembre 1912 |                                        |       |                  |  |
|                  | (L'Eclaireur de Nice 16 décembre 1912) |       |                  |  |

| Match aller      | AS Cannes                              | 1 – 0 | FCL Nice |  |
| 15 décembre 1912 |                                        |       |          |  |
|                  | (L'Eclaireur de Nice 16 décembre 1912) |       |          |  |

| Match aller      | FCL Nice                               | 2 – 4 | ES Antibes |  |
| 22 décembre 1912 |                                        |       |            |  |
|                  | (L'Eclaireur de Nice 23 décembre 1912) |       |            |  |

| Match aller      | Stade raphaëlois                       | 10 – 0 | FC Cannes |  |
| 22 décembre 1912 |                                        |        |           |  |
|                  | (L'Eclaireur de Nice 23 décembre 1912) |        |           |  |

| Match aller    | IFC Nice                             | 0 – 1 | FC Cannes |  |
| 5 janvier 1913 |                                      |       |           |  |
|                | (L'Eclaireur de Nice 6 janvier 1913) |       |           |  |

| Match aller    | ES Antibes                           | annulé | Stade raphaëlois |  |
| 5 janvier 1913 |                                      |        |                  |  |
|                | (L'Eclaireur de Nice 6 janvier 1913) |        |                  |  |

| Poule finale    | AS Cannes                             | 1 – 3 | Stade raphaëlois |  |
| 12 janvier 1913 |                                       |       |                  |  |
|                 | (L'Eclaireur de Nice 13 janvier 1913) |       |                  |  |

| Poule finale    | ES Antibes                            | 7 – 1 | FC Cannes |  |
| 19 janvier 1913 |                                       |       |           |  |
|                 | (L'Eclaireur de Nice 20 janvier 1913) |       |           |  |

| Poule finale   | Stade raphaëlois                      | 4 – 0 | AS Cannes |  |
| 9 février 1913 |                                       |       |           |  |
|                | (L'Eclaireur de Nice 10 février 1913) |       |           |  |

2e Série
La 2e Série est remportée par l'Union sportive d'Antibes.

### Saison 1913-1914
1re Série
Pour cette saison, huit équipes sont engagées. Une victoire rapporte 3 points, un nul 2 points. Une défaite ou un forfait se traduit par 1 point.
Le 1er décembre, il est annoncé que seuls les quatre premiers club de la phase aller s'affronteront dans la phase finale.
| Rang | Équipe                              | Pts | J | G | N | P | Bp | Bc | GA  |  | Résultats (▼ dom., ► ext.) | SR   | ASC  | ESA | FACN | IFCN | FCC | GCN | USA |
| ---- | ----------------------------------- | --- | - | - | - | - | -- | -- | --- |  | -------------------------- | ---- | ---- | --- | ---- | ---- | --- | --- | --- |
| 1    | Stade raphaëlois                    | 21  | 7 | 7 | 0 | 0 | 32 | 0  | +32 |  | Stade raphaëlois           |      | 2-0  | 4-2 | 9-0  | 10-0 | 5-0 | 8-0 | For |
| 2    | Association sportive de Cannes      | 16  | 6 | 5 | 0 | 1 | 24 | 4  | +20 |  | AS Cannes                  | 0-4  |      | 5-1 | 9-0  | 4-1  | 1-0 | 4-0 | 6-0 |
| 3    | Étoile sportive d'Antibes           | 12  | 7 | 2 | 2 | 3 | 6  | 11 | -5  |  | ES Antibes                 |      |      |     | 0-0  | 2-2  | For | For | 1-0 |
| 4    | Football Athlétic Club de Nice      | 11  | 6 | 2 | 1 | 3 | 9  | 24 | -15 |  | FAC Nice                   |      |      |     |      | 4-5  | For | 0-4 | 2-1 |
| 5    | International Football Club de Nice | 10  | 5 | 2 | 1 | 2 | 4  | 19 | -15 |  | IFC Nice                   | 1-4  | For  |     |      |      | For | 0-1 | For |
| 6    | Football Club de Cannes             | 9   | 7 | 2 | 0 | 5 | 4  | 9  | -5  |  | FC Cannes                  |      |      |     |      |      |     | 4-3 | 1-0 |
| 7    | Gymnaste Club Nice                  | 9   | 5 | 2 | 0 | 3 | 7  | 10 | -3  |  | GC Nice                    | 0-16 | 0-12 |     |      | 1-0  |     |     | 1-0 |
| 8    | Union sportive Antibes              | 8   | 7 | 1 | 0 | 6 | 1  | 10 | -9  |  | US Antibes                 |      |      |     |      |      |     |     |     |

| Match aller - 1J | Stade raphaëlois                       | 8 – 0 | GC Nice |  |
| 9 novembre 1913  |                                        |       |         |  |
|                  | (L'Eclaireur de Nice 10 novembre 1913) |       |         |  |

| Match aller - 1J | AS Cannes                              | 1 – 0 | FC Cannes |  |
| 9 novembre 1913  |                                        |       |           |  |
|                  | (L'Eclaireur de Nice 10 novembre 1913) |       |           |  |

| Match aller - 1J | FAC Nice                               | 2 – 1 | US Antibes |  |
| 9 novembre 1913  |                                        |       |            |  |
|                  | (L'Eclaireur de Nice 10 novembre 1913) |       |            |  |

| Match aller - 1J | IFC Nice                               | 2 – 2 | ES Antibes |  |
| 9 novembre 1913  |                                        |       |            |  |
|                  | (L'Eclaireur de Nice 10 novembre 1913) |       |            |  |

| Match aller - 2J | Stade raphaëlois                       | 2 – 0 | AS Cannes |  |
| 16 novembre 1913 |                                        |       |           |  |
|                  | (L'Eclaireur de Nice 17 novembre 1913) |       |           |  |

| Match aller - 2J | FAC Nice                               | 0 – 0 | ES Antibes |  |
| 16 novembre 1913 |                                        |       |            |  |
|                  | (L'Eclaireur de Nice 17 novembre 1913) |       |            |  |

| Match aller - 2J | US Antibes (dsq)                       | 3 – 1 | IFC Nice |  |
| 16 novembre 1913 |                                        |       |          |  |
|                  | (L'Eclaireur de Nice 17 novembre 1913) |       |          |  |

| Match aller - 2J | FC Cannes                              | 4 – 3 | GC Nice |  |
| 16 novembre 1913 |                                        |       |         |  |
|                  | (L'Eclaireur de Nice 17 novembre 1913) |       |         |  |

| Match aller - 3J | ES Antibes                             | 1 – 0 | US Antibes |  |
| 23 novembre 1913 |                                        |       |            |  |
|                  | (L'Eclaireur de Nice 24 novembre 1913) |       |            |  |

| Match aller - 4J | GC Nice                               | – f | ES Antibes |  |
| 30 novembre 1913 |                                       |     |            |  |
|                  | (L'Eclaireur de Nice 1 décembre 1913) |     |            |  |

| Match aller - 4J | AS Cannes                             | 6 – 0 | US Antibes |  |
| 30 novembre 1913 |                                       |       |            |  |
|                  | (L'Eclaireur de Nice 1 décembre 1913) |       |            |  |

| Match aller - 4J | FC Cannes (dsq)                       | 1 – 0 | FAC Nice |  |
| 30 novembre 1913 |                                       |       |          |  |
|                  | (L'Eclaireur de Nice 1 décembre 1913) |       |          |  |

| Match aller - 4J | Stade raphaëlois                      | 10 – 0 | IFC Nice |  |
| 30 novembre 1913 |                                       |        |          |  |
|                  | (L'Eclaireur de Nice 1 décembre 1913) |        |          |  |

| Match aller - 5J | GC Nice                               | 3 – 2 (annulé) | IFC Nice |  |
| 7 décembre 1913  |                                       |                |          |  |
|                  | (L'Eclaireur de Nice 8 décembre 1913) |                |          |  |

| Match aller - 5J | AS Cannes                             | 9 – 0 | FAC Nice |  |
| 7 décembre 1913  |                                       |       |          |  |
|                  | (L'Eclaireur de Nice 8 décembre 1913) |       |          |  |

| Match aller - 5J | ES Antibes                            | 2 – 4 | Stade raphaëlois |  |
| 7 décembre 1913  |                                       |       |                  |  |
|                  | (L'Eclaireur de Nice 8 décembre 1913) |       |                  |  |

| Match aller - 5J | FC Cannes                             | 1 – 0 | US Antibes |  |
| 7 décembre 1913  |                                       |       |            |  |
|                  | (L'Eclaireur de Nice 8 décembre 1913) |       |            |  |

| Match aller - 6J | GC Nice                                | 4 – 0 | FAC Nice |  |
| 14 décembre 1913 |                                        |       |          |  |
|                  | (L'Eclaireur de Nice 15 décembre 1913) |       |          |  |

| Match aller - 6J | Stade raphaëlois                       | – f | US Antibes |  |
| 14 décembre 1913 |                                        |     |            |  |
|                  | (L'Eclaireur de Nice 15 décembre 1913) |     |            |  |

| Match aller - 6J | AS Cannes                              | 4 – 1 | IFC Nice |  |
| 14 décembre 1913 |                                        |       |          |  |
|                  | (L'Eclaireur de Nice 15 décembre 1913) |       |          |  |

| Match aller - 6J | FC Cannes (dsq)                        | 0 – 0 | ES Antibes |  |
| 14 décembre 1913 |                                        |       |            |  |
|                  | (L'Eclaireur de Nice 15 décembre 1913) |       |            |  |

| Match aller - 7J | IFC Nice                               | – f | FC Cannes |  |
| 21 décembre 1913 |                                        |     |           |  |
|                  | (L'Eclaireur de Nice 22 décembre 1913) |     |           |  |

| Match aller - 7J | Stade raphaëlois                       | 9 – 0 | FAC Nice |  |
| 21 décembre 1913 |                                        |       |          |  |
|                  | (L'Eclaireur de Nice 22 décembre 1913) |       |          |  |

| Match aller - 7J | ES Antibes                             | 1 – 5 | AS Cannes |  |
| 21 décembre 1913 |                                        |       |           |  |
|                  | (L'Eclaireur de Nice 22 décembre 1913) |       |           |  |

| Match aller - 7J | US Antibes                             | – f | GC Nice |  |
| 21 décembre 1913 |                                        |     |         |  |
|                  | (L'Eclaireur de Nice 22 décembre 1913) |     |         |  |

| Match aller - 3J | FC Cannes | 0 – 5 | Stade raphaëlois |  |
| 26 décembre 1914 |           |       |                  |  |

| Match aller - 3J | IFC Nice                             | 5 – 4 | FAC Nice |  |
| 4 janvier 1914   |                                      |       |          |  |
|                  | (L'Eclaireur de Nice 5 janvier 1914) |       |          |  |

| Match aller - 3J | AS Cannes                            | 4 – 0 | GC Nice |  |
| 4 janvier 1914   |                                      |       |         |  |
|                  | (L'Eclaireur de Nice 5 janvier 1914) |       |         |  |

| Match aller - 5J | GC Nice                               | 1 – 0 | IFC Nice |  |
| 11 janvier 1914  |                                       |       |          |  |
|                  | (L'Eclaireur de Nice 12 janvier 1914) |       |          |  |

| Match retour - 8J | AS Cannes                             | – f | IFC Nice |  |
| 18 janvier 1914   |                                       |     |          |  |
|                   | (L'Eclaireur de Nice 19 janvier 1914) |     |          |  |

| Match retour - 8J | Stade raphaëlois                      | 16 – 0 | GC Nice |  |
| 18 janvier 1914   |                                       |        |         |  |
|                   | (L'Eclaireur de Nice 19 janvier 1914) |        |         |  |

| Match retour - 9J | IFC Nice                             | 1 – 4 | Stade raphaëlois |  |
| 1er février 1914  |                                      |       |                  |  |
|                   | (L'Eclaireur de Nice 2 février 1914) |       |                  |  |

| Match retour - 9J | GC Nice                              | 0 – 12 | AS Cannes |  |
| 1er février 1914  |                                      |        |           |  |
|                   | (L'Eclaireur de Nice 2 février 1914) |        |           |  |

| Match retour - 10J | AS Cannes                            | 0 – 4 | Stade raphaëlois |  |
| 8 février 1914     |                                      |       |                  |  |
|                    | (L'Eclaireur de Nice 9 février 1914) |       |                  |  |

| Match retour - 10J | GC Nice                              | 3 – 1 | IFC Nice |  |
| 8 février 1914     |                                      |       |          |  |
|                    | (L'Eclaireur de Nice 9 février 1914) |       |          |  |

Dans le cadre du championnat de France, le Stade raphaëlois accède directement en quart-de-finale. Le 1er mars, le club est qualifié grâce à la victoire 3-1 contre le FC Lyon. le club varois s'incline trois semaines plus tard en demi-finale le contre Olympique de Cette (3-1).
Championnat des équipes secondes de 1re Série
| Match aller     | GC Nice B                              | 0 – 3 | Stade raphaëlois B |  |
| 9 novembre 1913 |                                        |       |                    |  |
|                 | (L'Eclaireur de Nice 10 novembre 1913) |       |                    |  |

| Match aller      | IFC Nice B                            | 3 – 2 | Stade raphaëlois B |  |
| 30 novembre 1913 |                                       |       |                    |  |
|                  | (L'Eclaireur de Nice 1 décembre 1913) |       |                    |  |

| Match aller      | FC Cannes                             | 3 – 1 | FAC Nice |  |
| 30 novembre 1913 |                                       |       |          |  |
|                  | (L'Eclaireur de Nice 1 décembre 1913) |       |          |  |

| Match aller      | ES Antibes B                          | 4 – 0 | GC Nice B |  |
| 30 novembre 1913 |                                       |       |           |  |
|                  | (L'Eclaireur de Nice 1 décembre 1913) |       |           |  |

| Match aller     | AS Cannes B                           | 5 – 1 | FAC Nice B |  |
| 7 décembre 1913 |                                       |       |            |  |
|                 | (L'Eclaireur de Nice 8 décembre 1913) |       |            |  |

| Match aller     | IFC Nice B                            | 5 – 0 | GC Nice B |  |
| 7 décembre 1913 |                                       |       |           |  |
|                 | (L'Eclaireur de Nice 8 décembre 1913) |       |           |  |

| Match aller      | FAC Nice B              | 1 – 0 | GC Nice B |  |
| 14 décembre 1913 |                         |       |           |  |
|                  | L'Auto 15 décembre 1913 |       |           |  |

| Match aller      | AS Cannes B             | 1 – 1 | IFC Nice B |  |
| 14 décembre 1913 |                         |       |            |  |
|                  | L'Auto 15 décembre 1913 |       |            |  |

| Match aller      | AS Cannes                              | 3 – 0 | ES Antibes |  |
| 21 décembre 1913 |                                        |       |            |  |
|                  | (L'Eclaireur de Nice 22 décembre 1913) |       |            |  |

| Match aller      | IFC Nice B                             | 2 – 0 | FC Cannes B |  |
| 21 décembre 1913 |                                        |       |             |  |
|                  | (L'Eclaireur de Nice 22 décembre 1913) |       |             |  |

| Match aller      | Stade raphaëlois B                     | 5 – 0 | FAC Nice B |  |
| 21 décembre 1913 |                                        |       |            |  |
|                  | (L'Eclaireur de Nice 22 décembre 1913) |       |            |  |

| Match           | FAC Nice B                            | 1 – 1 | IFC Nice B |  |
| 11 janvier 1914 |                                       |       |            |  |
|                 | (L'Eclaireur de Nice 12 janvier 1914) |       |            |  |

| Match amical    | IFC Nice B                            | 0 – 0 | AS Cannes B |  |
| 18 janvier 1914 |                                       |       |             |  |
|                 | (L'Eclaireur de Nice 19 janvier 1914) |       |             |  |

| Match retour    | IFC Nice B                            | 8 – 2 | FAC Nice B |  |
| 25 janvier 1914 |                                       |       |            |  |
|                 | (L'Eclaireur de Nice 26 janvier 1914) |       |            |  |

| Match retour    | AS Cannes B                           | 3 – 1 | Stade raphaëlois B |  |
| 25 janvier 1914 |                                       |       |                    |  |
|                 | (L'Eclaireur de Nice 26 janvier 1914) |       |                    |  |

| Match retour     | IFC Nice B                           | 0 – 0 | AS Cannes B |  |
| 1er février 1914 |                                      |       |             |  |
|                  | (L'Eclaireur de Nice 2 février 1914) |       |             |  |

| Match retour   | IFC Nice B                           | 3 – 3 | Stade raphaëlois B |  |
| 8 février 1914 |                                      |       |                    |  |
|                | (L'Eclaireur de Nice 9 février 1914) |       |                    |  |

| Match retour   | AS Cannes B                          | – f | FAC Nice B |  |
| 8 février 1914 |                                      |     |            |  |
|                | (L'Eclaireur de Nice 2 février 1914) |     |            |  |

2e Série
Le 30 novembre 1913 est donné le calendrier pour le championnat de 2e Série, devant se dérouler du 7 décembre au 4 janvier. Six équipes sont engagées : Sporting Club cogolinois, Élan de La Bocca, Gallia Club de Grasse, Herculis de Monaco, Stade de Vallauris et Étoile bleue sportive de Grasse. Il s'agit d'un tournoi toutes rondes simple.
| - 30 novembre : - Herculis 1-1 Gallia Club de Grasse - 7 décembre : - Élan de La Bocca 0-1 GC Grasse |

Le 1er février se tient un match de classement entre l'Herculis leader de la 2e Série et FAC Nice éliminé de 1re Série.
| Match de classement | FAC Nice                             | 6 – 0 | Herculis |  |
| 1er février 1914    |                                      |       |          |  |
|                     | (L'Eclaireur de Nice 2 février 1914) |       |          |  |

| Match de classement | ES Antibes            | 4 – 2 | SC Cogolin |  |
| 1er février 1914    |                       |       |            |  |
|                     | L'Auto 2 février 1914 |       |            |  |

| Match de classement | FC Cannes             | 1 – 0 | Élan de La Bocca |  |
| 1er février 1914    |                       |       |                  |  |
|                     | L'Auto 2 février 1914 |       |                  |  |

3e Série
Le 23 février 1914 est donné le calendrier pour le championnat de 3e Série, devant se dérouler du 1er mars au 2 mai. Cinq équipes sont engagées : Stade de Vallauris, Étoile bleue sportive de Grasse, Cannet Olympique, Union Amicale de Saint-Barthélemy et FC pugétois. Les matchs sont disputés en rencontres aller-retour.

### Saison 1918-1919
1re Série
Pour la 1re Série participent l'Herculis de Monaco, l'AS Cannes et les Eclaireurs de la Jeune France de Nice.
| Rang | Équipe                         | Pts | J | G | N | P | Bp | Bc | GA |  | Résultats (▼ dom., ► ext.) | HM  | ASC | JFN |
| ---- | ------------------------------ | --- | - | - | - | - | -- | -- | -- |  | -------------------------- | --- | --- | --- |
| 1    | Herculis de Monaco             |     | 4 | 4 | 0 | 0 | 8  | 3  | +5 |  | Herculis                   |     | 2-0 | 1-0 |
| 2    | Association sportive de Cannes |     | 3 | 1 | 0 | 2 | 4  | 5  | -1 |  | AS Cannes                  | 2-3 |     | -   |
| 3    | Jeune France de Nice           |     | 3 | 0 | 0 | 3 | 1  | 5  | -4 |  | Jeune France               | 1-2 | 0-2 |     |

| - 15 décembre : - Herculis 2-0 AS Cannes - 22 décembre : - Jeune France 1-2 Herculis - 5 janvier : - Jeune France ?-? AS Cannes | - 13 janvier : - AS Cannes 2-3 Herculis - 19 janvier : - Herculis 1-0 Jeune France - 26 janvier : - Jeune France 0-2 AS Cannes |

2e et 3e Série
Pour la 2e Série participent l'Herculis B, la Jeune France B, le Cercle des nageurs de Nice, l'Union sportive du Cap-Martin, l'Étoile sportive Beausoleil, l'Union sportive Villefranche.
Pour la 3e Série participent l'Herculis C, la Jeune France C, le Cercle des nageurs B, l'US Cap-Martin B, l'US Villefranche B.
| - 18 novembre : - Herculis C 2-0 US Villefranche B - 8 décembre : - Cercle des nageurs -f GC Nice - Cercle des nageurs B 5-1 Étoile sportive Cagnes - 15 décembre : - Cercle des nageurs 1-2 US Villefranche - Herculis B 2-0 ES Beausoleil - US Villefranche B 1-2 Cercle des nageurs B - US Cap-Martin B 2-1 Herculis C - 22 décembre : - Jeune France C 3-0 Cercle des nageurs B - Jeune France B 0-1 Cercle des nageurs - US Cap-Martin 4-0 Herculis B - US Cap-Martin B 0-4 ES Beausoleil B | - 5 janvier : - Jeune France - US Villefranche (2e Série) - US Cap-Martin - ES Beausoleil (2e Série) - Antibes-Sports - Sébastienne Cannes (2e Série) - Jeune France - US Villefranche (3e Série) - ES Beausoleil - Herculis C (3e Série) - ES Cagnes - Cercle des Nageurs (3e Série) - Athetic FC Grasse - Antibes-Sports (3e Série) - 13 janvier : - ES Beausoleil 6-1 Herculis B - Herculis C (à rejouer) US Cap-Martin - 19 janvier : - Herculis B 0-1 US Cap-Martin (2e Série) - Cercle des nageurs 1-1 Jeune France B (2e Série) - Cercle des nageurs B 1-0 Jeune France C (3e Série) - 26 janvier : - Jeune France B 0-1 US Villefranche - Jeune France C -f US Villefranche B - 2 février : - Herculis C 0-1 US Cap-Martin (3e Série) |